# Хастингс, Ричард
Ричард Хастингс (англ. Richard Hastings; 18 мая 1977, Принс-Джордж) — канадский футболист, защитник. Выступал за сборную Канады. Победитель Золотого кубка КОНКАКАФ 2000.

## Клубная карьера
Хастингс провёл первые годы в Ванкувере. В возрасте 7 лет, он и его английские родители эмигрировали в Мидлсбро. Он поступил в Миллбернскую академию в Инвернессе.
Хастингс подростком начал свою карьеру в клубе «Нэрн Каунти», перед подписанием контракта с «Инвернесс Каледониан Тисл», за который он отыграл 7 сезонов в качестве защитника. В течение этого периода в «Инвернесс Каледониан Тисл» он был важным игроком для команды. В 1999 году он был переведён с клубом в первый шотландский дивизион. Хастингс также был частью команды, которая обыграла «Селтик» в финале Кубка Шотландии в 2000 году.
В 2001 году Хастингс присоединился к «Росс Каунти». После он побывал в «ГАК» и «МВВ Маастрихт». В 2004 году он вернулся в «Инвернесс Каледониан Тисл». Хастингс был единственным легионером в клубе, после ухода Мариуса Никулае. В свой второй приход в клуб он забил дважды: против «Данфермлина» в чемпионате и «Мортона» в Кубке шотландской лиги.
Хастингс был освобождён от контракта с «Гамильтоном» в конце сезона 2009/10. 11 февраля 2011 года Хастингс объявил о завершении карьеры.
В 2012 году Хастингс вернулся в футбол и подписал контракт с «Брора Рейнджерс». Отыграл за клуб год и повторно завершил карьеру.

## Международная карьера
Хастингс играл на молодёжном чемпионате мира по футболу в Малайзии в 1997 году, вместе с Полом Сталтери и Джейсоном Бентом.
Он дебютировал за основную сборную Канады в мае 1998 года в товарищеском матче против Македонии. Он сыграл в 10 отборочнных матчах чемпионата мира. В 2000 году Хастингса забил золотой гол, который принёс Канаде победу над Мексикой в четвертьфинале Золотого кубка КОНКАКАФ 2000. Турнир стал победным для сборной Канады. Он был назван лучшим молодым футболистом турнира. В 2001 году он участвовал на Кубке конфедераций, на турнире Канада выбыла после группового этапа.
Он также был в составе сборной на Золотом кубке КОНКАКАФ 2007. Играл в центре защиты, а также попал в «Символическую сборную турнира». Он в 2009 году выиграл канадский Золотой кубок реестра.
30 мая 2010 года Хастингс сыграл свой последний матч за Канаду в товарищеском игре против Венесуэлы, игра завершилась вничью 1:1. Всего он сыграл за сборную в общей сложности 59 матчей и забил 1 гол.

## Личная жизнь
Племянник Ричарда, Габриэль, 14 мая 2018 года подписал контракт с Кейли Тисл в качестве игрока молодежной команды.